# Marjan Štrukelj
Marjan Štrukelj (Nova Gorica, 24 de septiembre de 1964) es un deportista esloveno que compitió para Yugoslavia en piragüismo en la modalidad de eslalon. Ganó seis medallas en el Campeonato Mundial de Piragüismo en Eslalon entre los años 1985 y 1995.

## Palmarés internacional
| Representando a Yugoslavia |                               |                   |                |
| Campeonato Mundial         |                               |                   |                |
| Año                        | Lugar                         | Medalla           | Competición    |
| 1985                       | Augsburgo (RFA)               | Medalla de bronce | K1 por equipos |
| 1987                       | Bourg-Saint-Maurice (Francia) | Medalla de plata  | K1 por equipos |
| 1987                       | Bourg-Saint-Maurice (Francia) | Medalla de bronce | K1 individual  |
| 1989                       | Río Savage (Estados Unidos)   | Medalla de oro    | K1 por equipos |
| 1991                       | Tacen (Eslovenia)             | Medalla de plata  | K1 individual  |
| Representando a Eslovenia  |                               |                   |                |
| Campeonato Mundial         |                               |                   |                |
| Año                        | Lugar                         | Medalla           | Competición    |
| 1995                       | Nottingham (Reino Unido)      | Medalla de plata  | K1 por equipos |